# Насте Печурков
Насте Димков Печурков е български революционер, деец на Вътрешната македоно-одринска революционна организация.

## Биография
Печурков е роден в Орланци, Кичевско, в Османската империя, днес Северна Македония. Организира отбраната на района си от нападенията на четите на сръбската пропаганда като ръководител на милицията в родното си село. В 1905 година Насте Печурков е избран за член на околийския комитет на ВМОРО в Кичево.